# Beverbos

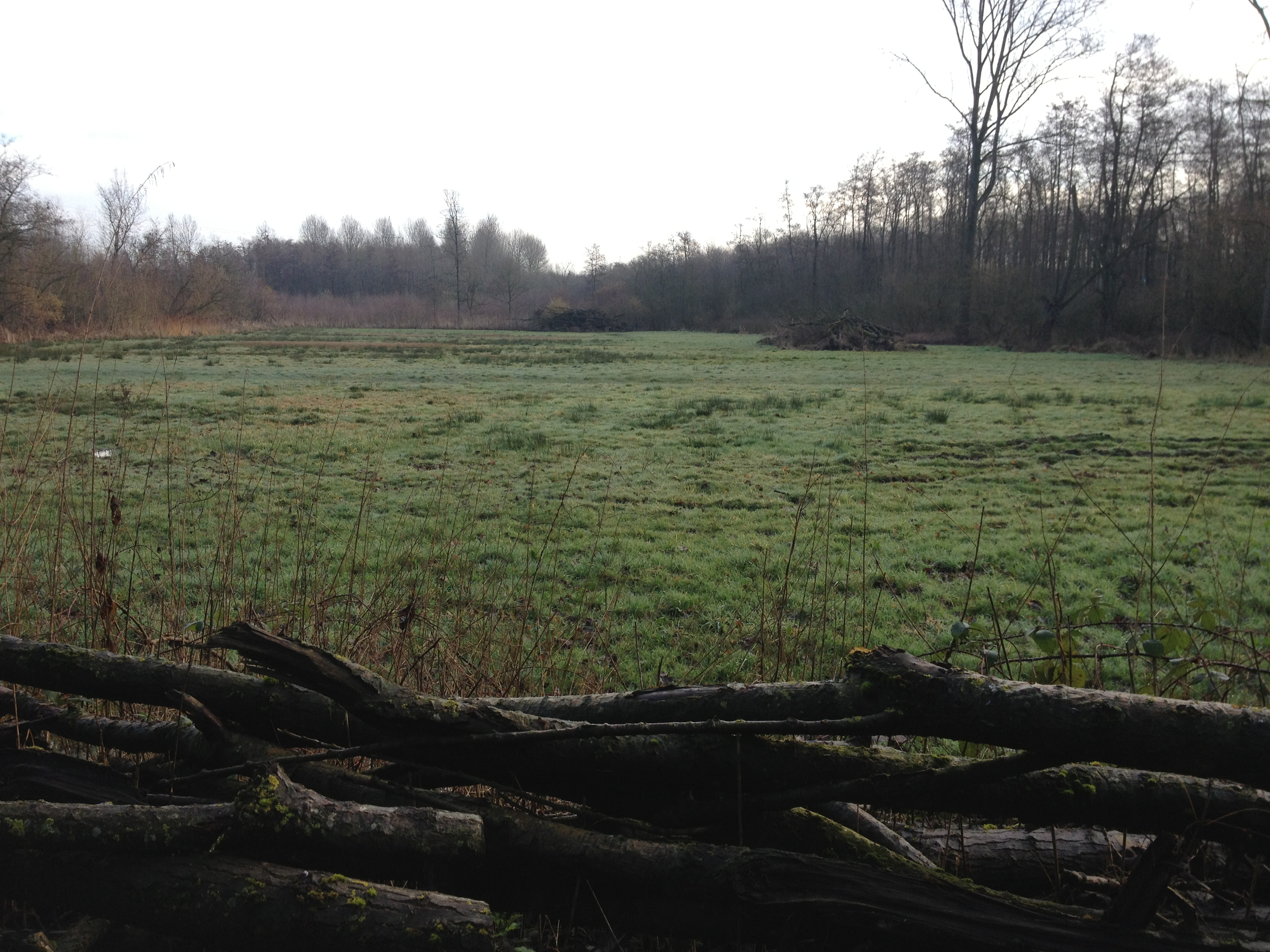
Weide in het Beverbos

Het Beverbos is een natuurgebied in de provincie Vlaams-Brabant in België, dat gelegen is langs de Maalbeek tussen Wemmel en Strombeek-Bever. De naam Beverbos verwijst naar het gehucht Bever en het Hof te Bever die langs de Maalbeekvallei gelegen zijn. De Lees(t)beek mondt uit in de Maalbeek aan de zuidwestelijke rand van het bos.
Het Beverbos bestaat grotendeels uit elzenbroekbos, moerasgebied met rietkragen en moerassige weilanden. De drassige gronden worden nat gehouden door bronnen met helder, kalkrijk water, waardoor het gebied in het verleden weinig geschikt werd bevonden voor akkerbouw. Hierdoor heeft het gebied een vegetatie met onder meer aronskelk, dotterbloem, gele lis, waterweegbree, egelskop en salomonszegel, weten te behouden.
In de moerassige gedeelten komen verschillende soorten amfibieën voor zoals bruine kikker, gewone pad, alpenwatersalamander en gewone watersalamander. De rietkragen bieden beschutting voor de sprinkhaanrietzanger en de bosrietzanger. De hoger gelegen beboste gedeelten herbergen onder meer spechten, roofvogels zoals buizerd en boomvalk en verschillende soorten kleine zangvogels. Een relatieve nieuwkomer is de halsbandparkiet, een exoot die concurreert om nestholtes met de inheemse broedvogels zoals boomklevers en spechten.
Het bos wordt sinds 2003 door Natuurpunt beheerd en maakt deel uit van het project "Groene Corridor" waarmee de provincie Vlaams-Brabant in het Noordwesten van de provincie aan natuurherstel en natuurverbinding wil werken.